# مايكروسوفت لوميا 535
مايكروسوفت لوميا 535 (بالإنجليزية: Microsoft Lumia 535)‏ هو أول هاتف ذكي من العلامة التجارية مايكروسوفت موبايل يعمل بنظام ويندوز فون، يأتي بمواصفات متوسطة جيدة نوعا ما ، تم طرحه في الأسواق في 11 نوفمبر 2014.

## مواصفات الهاتف
نظام التشغيل ويندوز فون 8.1 ويمكن ترقيته إلى ويندوز 10 موبايل و ذاكرة داخلية 8 جيجابايت وذاكرة عشوائية 1 جيجابايت والبطارية بسعة 1900 ميلي أمبير والكاميرا الخلفية 5 ميجا بيكسل والأمامية 5 ميجا بيكسل.

## عيوب الهاتف
مع أنه أول هاتف ذكي تطلقه شركة مايكروسوفت موبايل لكنه يعاني من مشاكل في لمس الشاشة و لذلك قامت شركة مايكروسوفت بتحديث هاتفها الأول لتخفيف من مشاكل في لمس الشاشة، بالإضافة إلى مشكلة في نظام تحديد المواقع العالمي نظام التموضع العالمي.

## الخصائص
- نظام التشغيل: ويندوز فون
- الكاميرا الأمامية: 5 ميجابكسل
- الشاشة: إل سي دي 540×960
- الوزن: 146 غ (5.1 أونصة)
- المعالج: 1.2 جيجا هرتز رباعي النواة
- الذاكرة: 1 جيجابايت
- التخزين: 8 جيجابايت

## وصلات خارجية
- Microsoft Lumia 535